# Steffen von Niederbergheim
Steffen von Niederbergheim (* vor 1590 in Niederbergheim; † 28. Juni 1617 in Allagen) war ein deutscher Bierbrauer und Opfer der Hexenverfolgung in Hirschberg im Sauerland. Sein Sohn war ein Schiedsmann in Paderborn. Seine Schwester war die Hirschberger Bürgerin Gertrud Koch (Gertrud die Kochsche), die 1628 in Anröchte verurteilt und dort von dem Hexenkommissar Heinrich von Schultheiß verbrannt wurde.

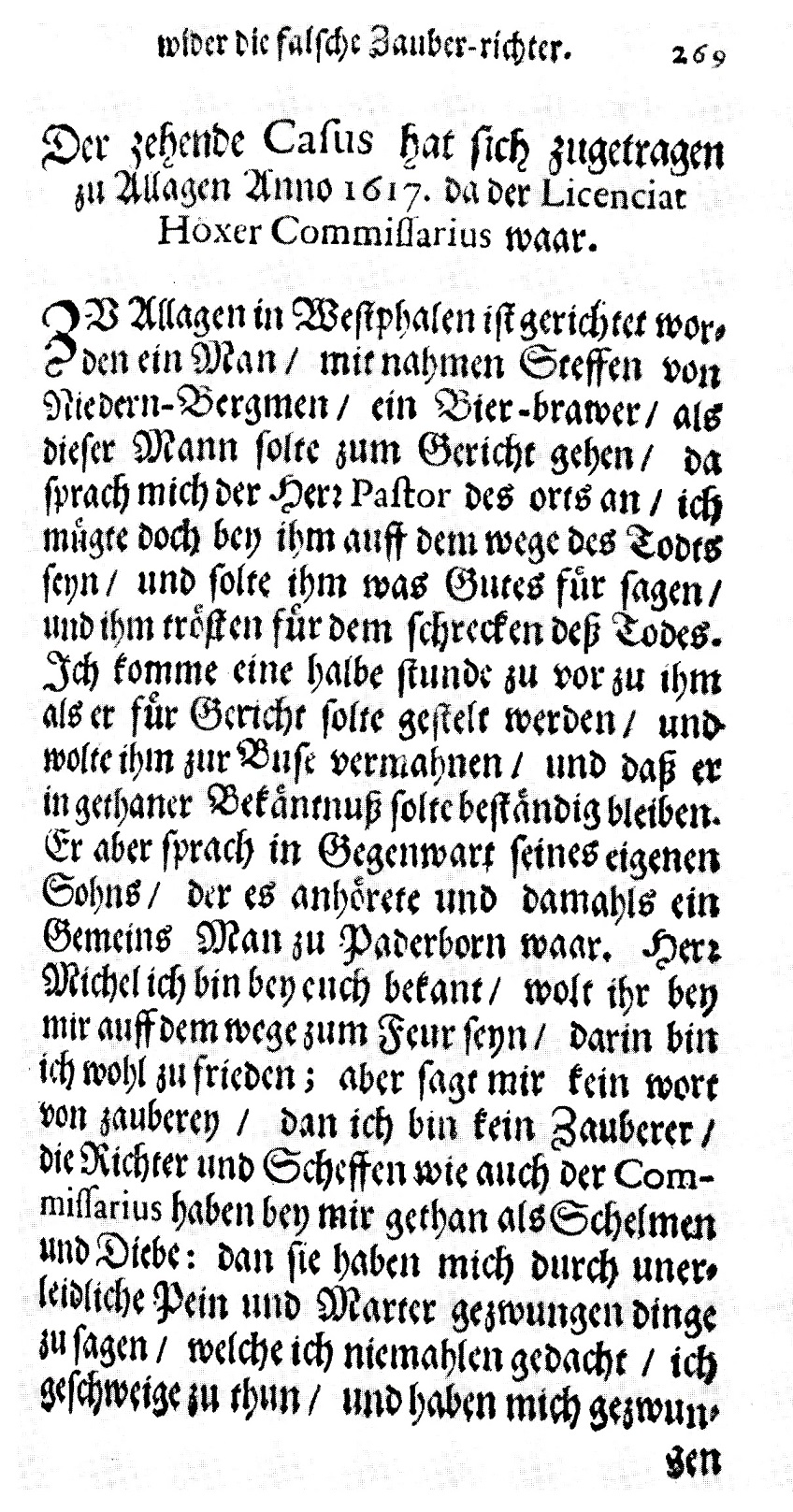
Steffen von Niederbergheim, Hirschberg Hexenprozess Akte (1)

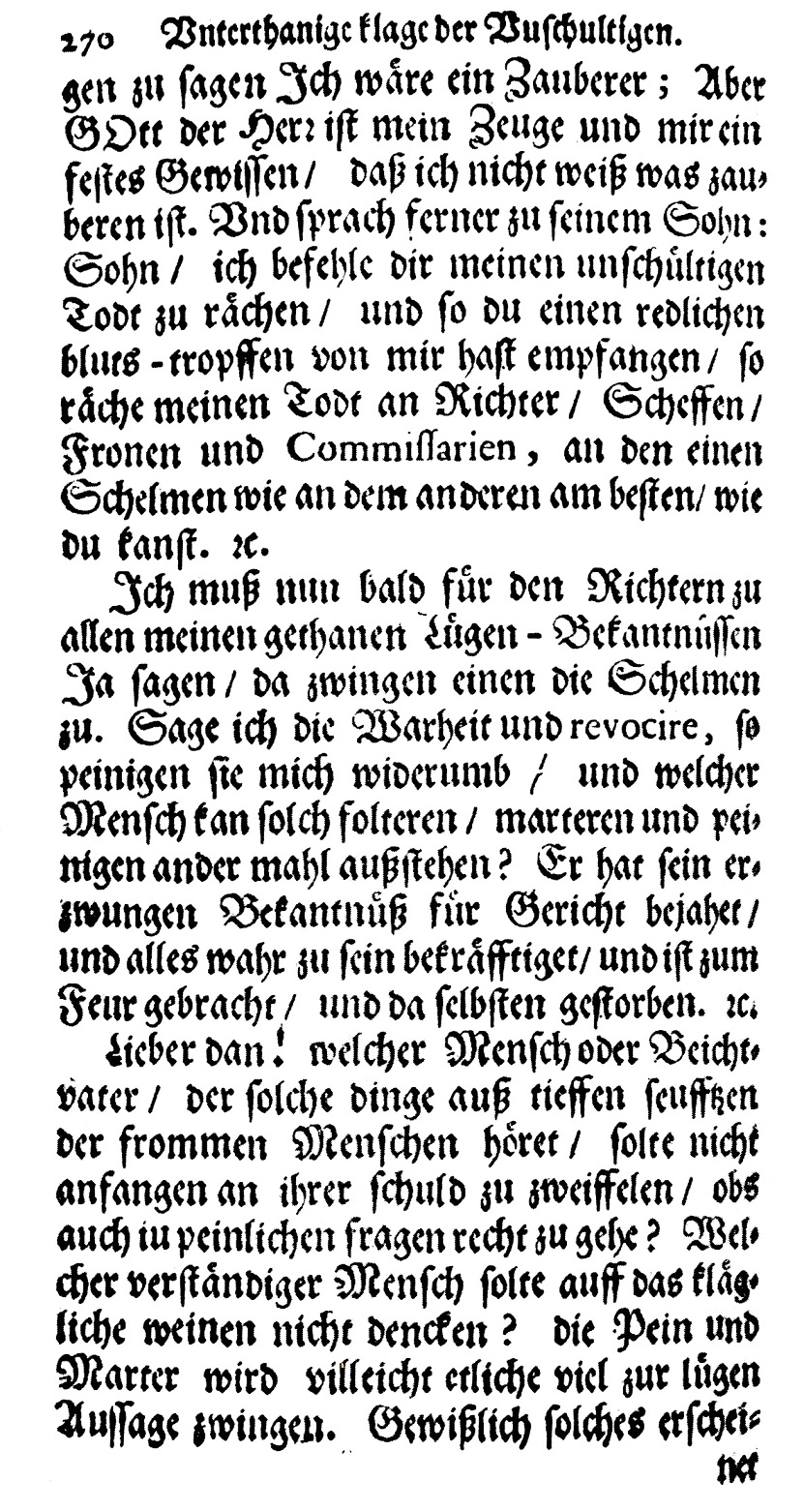
Steffen von Niederbergheim, Hirschberg Hexenprozess Akte (2)

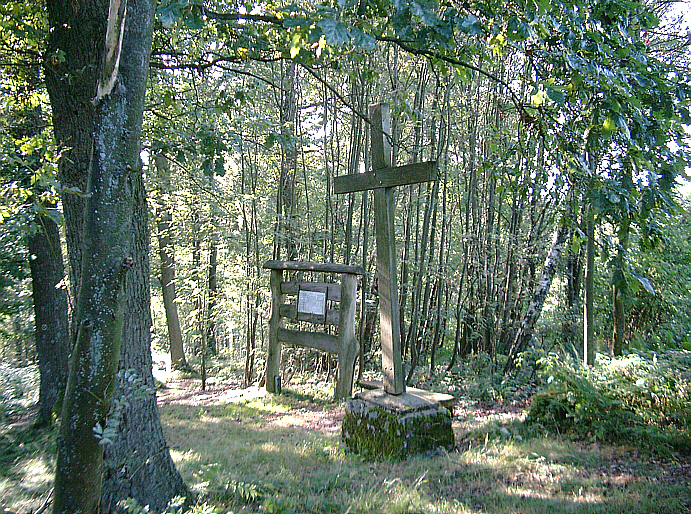
Hirschberg Christoffelsberg Gedenkstätte Hexenprozesse

## Hexenprozesse in Hirschberg
Aus Hirschberg sind drei Perioden von Hexenverfolgungen bekannt: 1595 wurden mehrere Männer und Frauen wegen Hexerei hingerichtet. 1616–1617 wurden 13 Personen als Hexen angeklagt, und 1628–1629 fanden 12 Menschen in Hexenprozessen den Tod.
Näheres erfahren wir aus der Schrift des Hirschberger Pfarrers Michael Stappert, geboren vermutlich um 1585/1590 in Meiste zu Rüthen, gestorben 1663 in Grevenstein.
Stappert hatte ursprünglich in Predigten die Ausrottung der Hexen verlangt. Gespräche mit Angeklagten in Hexenprozessen führten ihn zu einer Meinungsänderung, die er 1628/1629 aufschrieb. Er wandte sich nun gegen Folter und Verurteilung Unschuldiger auf dem Scheiterhaufen. Er publizierte ein verloren gegangenes Buch ("Brillentraktat") gegen die Prozesse. Diese Schrift ist erhalten in dem Buch von Hermann Löher: Hochnötige Unterthanige Wemütige Klage Der Frommen Unschültigen, 1676, und gibt einen erschütternden Einblick in Einzelschicksale aus den Hirschberger Hexenprozessen.
Michael Stappert überliefert einige Namen von Personen, die in Hirschberg hingerichtet wurden:
- Die Wintersche, 1616, unter Richter Heinrich Schultheiß
- Wolraht (ein Mann), 1616, unter Richter Heinrich Schultheiß
- Bernhard Rham, 1617, unter Kommissar Lizentiat Höxter von Werl
- Agatha Proppers, 1617
- Johan Steineke, 1617
- Ida Teipels (verhaftet mit fünf weiteren Frauen), 1617
- die Badersche, 1617
- Agatha Kricks, 1617
- Eine namentlich nicht genannte Frau
- Catharina Schutes
- Elf Personen, um das Fest Martini 1628, unter Kommissar L.L. Frenckhausen
- Stapirius erwähnt, dass die Badersche 1617 Maria Böckers beschuldigte; diese wäre 1629 von dem Kommissar Frenkhausen verbrannt worden.

## Hexenprozess gegen Steffen von Niederbergheim
Der Hirschberger Pfarrer Michael Stapirius beschreibt in seinem Brillenmartertraktat das Schicksal des Bierbrauers Steffen von Niederbergheim, der 1617 zu Allagen in Westfalen hingerichtet wurde. Stapirius wurde gebeten, den Verurteilten auf seinem letzten Weg zu begleiten. Pfarrer Stapirius mahnte ihn zur Buße und drängte, dass er auch weiterhin zu seinem abgegebenen Geständnis der Zauberei stehen sollte.
Steffen aber sprach in Gegenwart seines eigenen Sohnes, der es anhörte und damals ein Schiedsmann in Paderborn war: ´Herr Michel, ihr kennt mich. Wollt ihr mich auf dem Weg zum Feuer begleiten, so bin ich damit gern einverstanden. Aber sagt mir kein Wort von Zauberei, denn ich bin kein Zauberer. Die Richter und Schöffen wie auch der [Hexen-] Kommissar [namens Höxter] haben an mir gehandelt wie Schurken und Diebe. Denn sie haben mich durch unerträgliche Qual und Marter gezwungen, Dinge zu sagen, welche ich niemals gedacht habe, geschweige denn zu tun beabsichtigte, und sie haben mich gezwungen auszusagen, ich wäre ein Zauberer. Aber Gott, der Herr, ist mein Zeuge und meine feste Gewissheit, dass ich nicht weiß, was Zaubern ist.`
Und er sprach ferner zu seinem Sohn: ´Sohn, ich befehle dir, meinen unschuldigen Tod zu rächen; und so du einen redlichen Blutstropfen von mir empfangen hast, so räche meinen Tod an Richtern, Schöffen, Gerichtsboten und Kommissaren, an dem einen Schurken wie dem anderen, so gut wie du nur kannst. Ich muss nun bald vor den Richtern meine abgegebenen Lügenbekenntnisse bestätigen, wozu die Gauner einen zwingen. Sage ich die Wahrheit und widerrufe, so foltern sie mich erneut; und welcher Mensch kann solche Folterungen, Martern und Peinigungen noch einmal aushalten?`
Steffen von Niederbergheim bejahte und bekräftigte vor Gericht, dass seine unter der Folter abgelegten Geständnisse wahr seien. Er wurde zum Feuer gebracht und ist daselbst gestorben.
Der Beichtvater war erschüttert: Die Ursache für das Handeln dieser [Gerichts-] Herren liegt wohl darin, dass solches ihnen nicht in den Kram passt und ihrem Beutel nicht dient, dass es keinen Profit bringt, kein Brot gibt und den Staat nicht unterhält.

## Gedenkkreuz für Opfer der Hexenverfolgungen in Hirschberg
1986 wurde im Warsteiner Ortsteil Hirschberg für die Opfer der Hexenprozesse an der ehemaligen Hinrichtungsstätte ein Gedenkkreuz errichtet, mit Texttafeln zur Hexenverfolgung. Es steht an der Straße Christoffelsberg in der Eskelle, einem Waldstück am Ortsrand.